# Józef Leszczyński (1884–1935)
Józef Leszczyński, ps. „Chmurner” (ur. 1884 w Horodyszczach, zm. 1935 w Warszawie) – polski działacz polityczny i oświatowy żydowskiego pochodzenia, brat Jakuba Leszczyńskiego.
Studiował w Paryżu. W 1903 wstąpił do kółka lewicowej młodzieży syjonistycznej w Warszawie. Był jednym z założycieli partii żydowskiej Poalej Syjon, a następnie członkiem jej Komitetu Centralnego. Reprezentował ją w 1917 w Radzie Ukrainy i Żydowskiej Radzie Narodowej. W 1921 wrócił do niepodległej Polski. Wstąpił do Bundu, gdzie został członkiem Komitetu Centralnego oraz głównym ideologiem frakcji lewicowej tej partii. Był członkiem Zarządu Głównego Centralnej Żydowskiej Organizacji Szkolnej (CISZO), gdzie zajmował się głównie zakładaniem żydowskich szkół świeckich. Po śmierci Bejnisza Michalewicza objął stanowisko przewodniczącego tej organizacji. Był redaktorem czasopism Naje Folkscajtung i Di Bicherwelt.

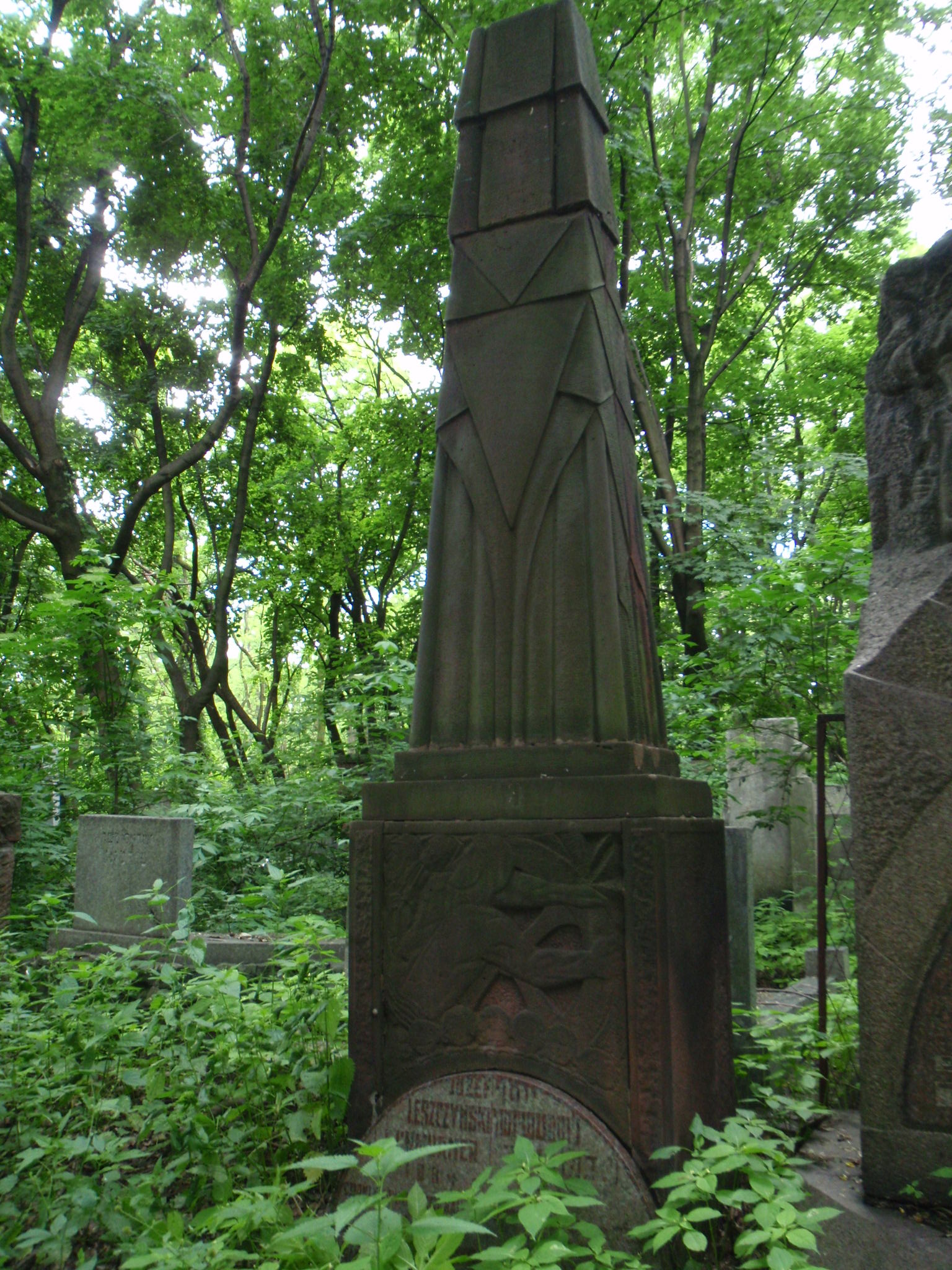
Grób Józefa Leszczyńskiego na cmentarzu żydowskim w Warszawie

Pochowany jest na cmentarzu żydowskim przy ulicy Okopowej w Warszawie (kwatera 31, rząd 2). Po jego śmierci wiele szkół zakładanych przez Bund przyjęło używany przez niego pseudonim za swoją nazwę.